# Гунькевич Дмитро Миколайович
Гунькевич Дмитро Миколайович (1893–1953) — український письменник-драматург.
Псевдоніми — Дмитревич, Гурцак.

## З біографії
Народ. 30 вересня 1893 р. у с. Лисовичі Долинського повіту на Західній Україні. Закінчив школу. У шістнадцятирічному віці емігрував до США, потім до Канади. Працював робітником у Вінніпезі (до 1934 р.), увечері здобував освіту. Брав активну участь у діяльності різних товариств, особливо драматичного товариства. Був співзасновником часопису «Правда і воля». Переїхав до Віндсору, а потім до Торонто. Помер 4 лютого 1953 р. в м. Торонто.

## Творчий доробок
Автор драматичних творів «В
галицькій неволі» (1921), «Жертви темноти» (1924), «Рождественська
ніч» (1924), «Кроваві перли», «Манівцями», «На хвилях любові», «Ліга
Націй», «Потомки героїв», водевілю «Славко в тарапатах» та інших творів.
Окремі видання:
- Гунькевич Д. В Галицькій неволі. Драма. — Вінніпег, 1921. — 95 с.
- Гунькевич Д. Манівцями. Трагікомедія. — Львів, 1931. — 34 с.
- Гунькевич Д. Серед граду куль. Трагедія. — Вінніпег: Накладом Української книгарні, б. р. — 135 с.